# Drakbåts-EM för landslag 2015

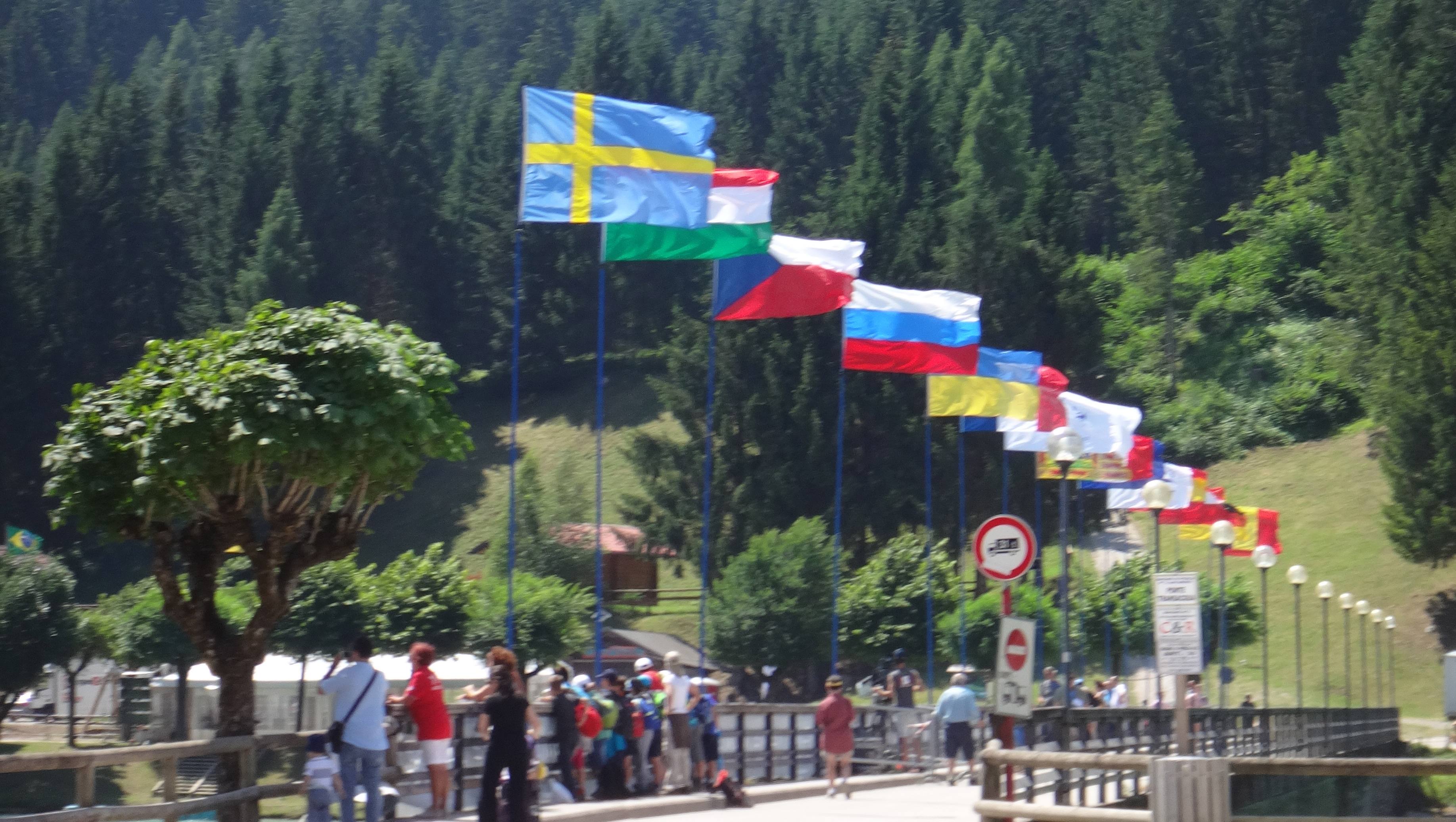
Flaggorna över deltagande nationer på tävlingsplatsen.

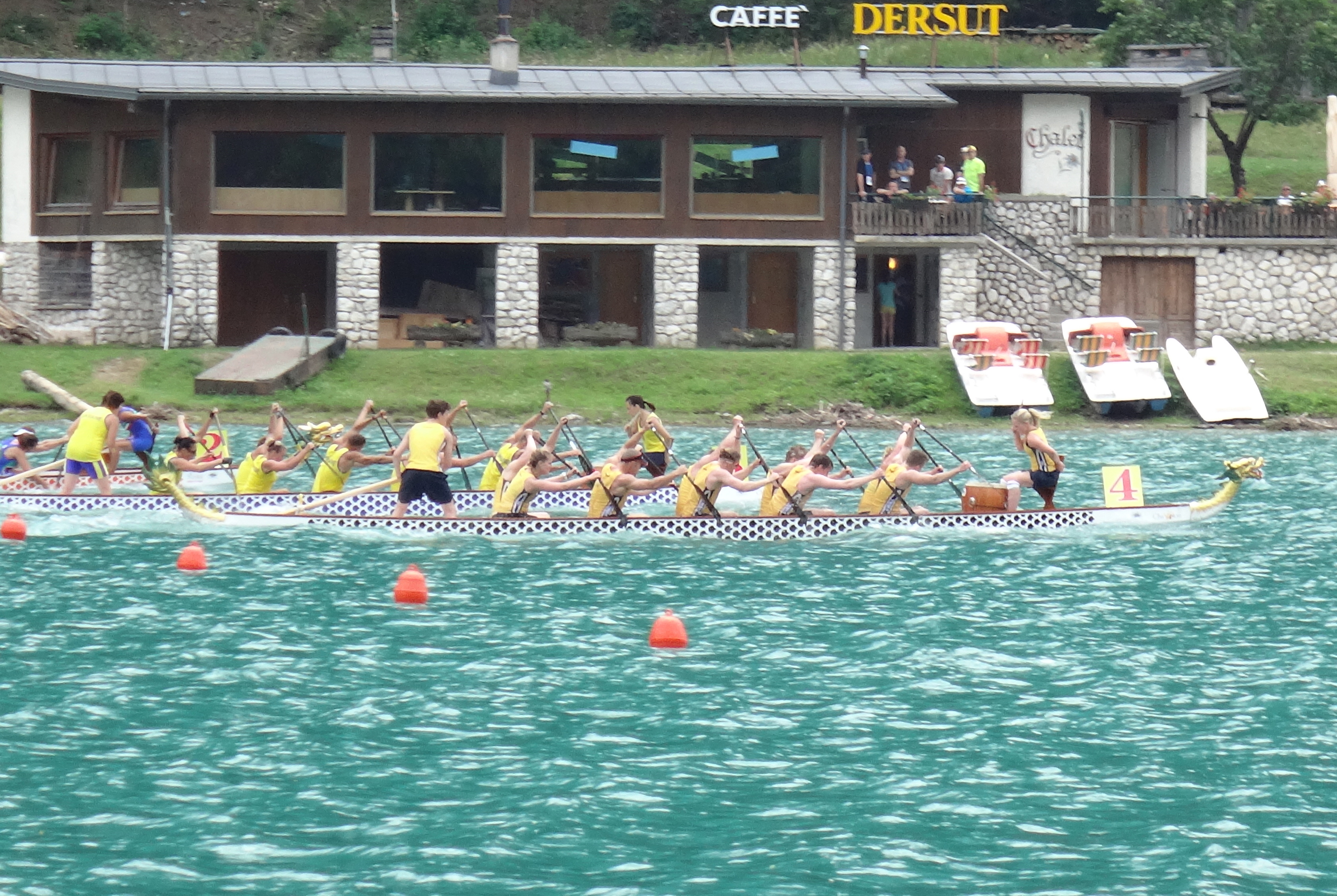
Sverige vann sitt försöksheat och gick direkt till final i 10-manna mixed 500 meter.

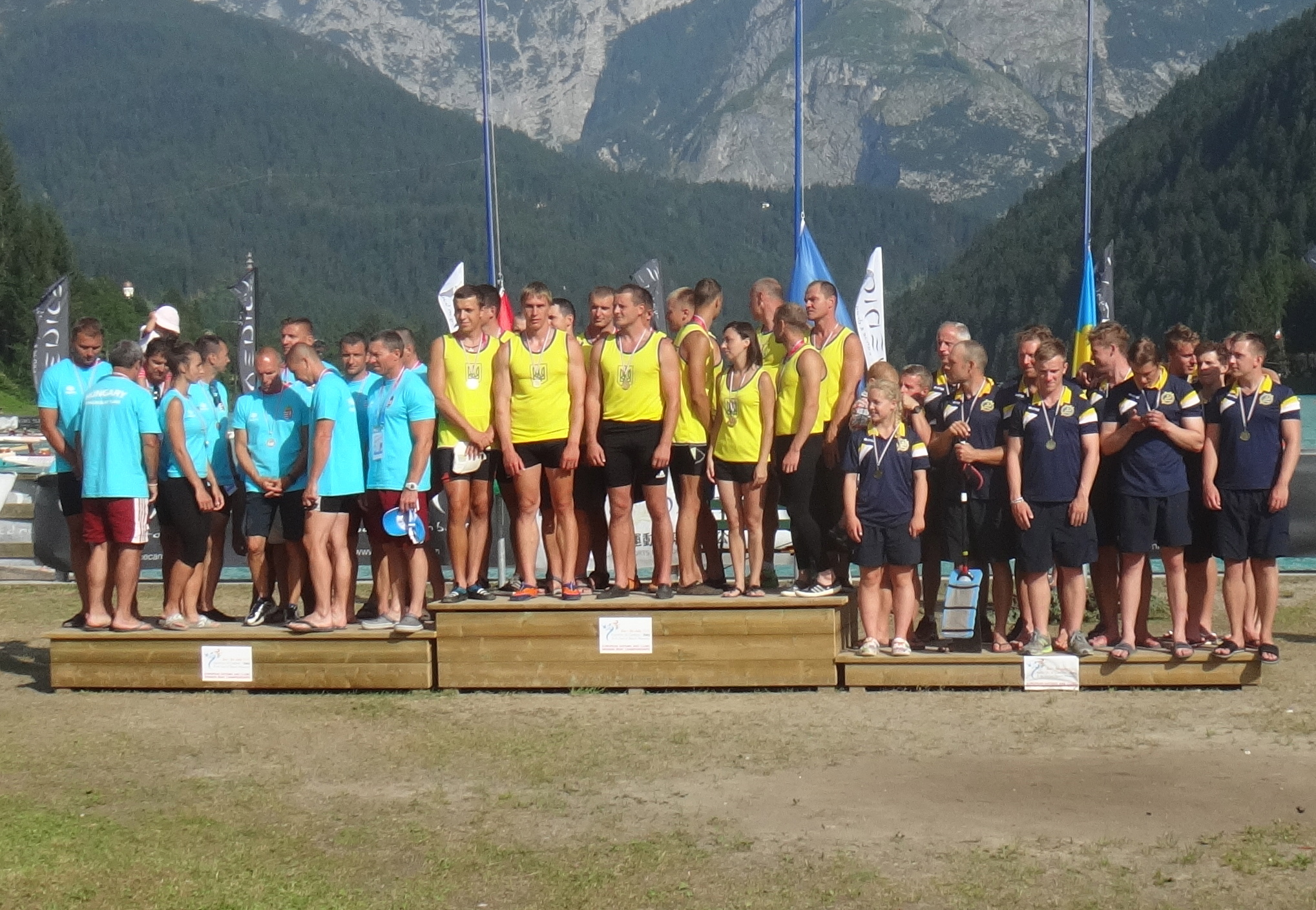
Ukraina tog guld, Ungern silver och Sverige brons i 10-manna herr 200 meter under den tredje tävlingsdagen.

Drakbåts-EM för landslag 2015 anordnades av ECA i Auronzo di Cadore i Italien den 2–5 juli. Distanserna var 200 meter, 500 meter och 2 000 meter. Det tävlades i dam-, mixed- och open-klasser på junior-, senior- och master-nivå.

## Medaljtabell
| Pl.    | Nation    | Guld | Silver | Brons | Totalt |
| ------ | --------- | ---- | ------ | ----- | ------ |
| 1      | Ryssland  | 12   | 0      | 0     | 12     |
| 2      | Ungern    | 8    | 13     | 8     | 29     |
| 3      | Ukraina   | 6    | 6      | 1     | 13     |
| 4      | Italien   | 1    | 7      | 7     | 15     |
| 5      | Sverige   | 1    | 1      | 8     | 10     |
| 6      | Spanien   | 0    | 2      | 0     | 2      |
| 7      | Rumänien  | 0    | 0      | 3     | 3      |
| 8      | Tjeckien  | 0    | 0      | 1     | 1      |
| NP     | Frankrike | 0    | 0      | 0     | 0      |
| NP     | Schweiz   | 0    | 0      | 0     | 0      |
| NP     | Österrike | 0    | 0      | 0     | 0      |
| Totalt | Totalt    | 28   | 28     | 28    | 84     |

## Medaljsammanfattning 20-manna

### Senior
| Klass                 | Guld     | Silver  | Brons   |
| 200m, senior herrar   | Ryssland | Ukraina | Ungern  |
| 500m, senior herrar   | Ukraina  | Spanien | Italien |
| 2 000m, senior herrar | Ryssland | Spanien | Ungern  |
| 200m, senior mixed    | Sverige  | Ukraina | Ungern  |
| 500m, senior mixed    | Ungern   | Ukraina | Sverige |
| 2 000m, senior mixed  | Ungern   | Ukraina | Sverige |

### Master 40+
| Klass                   | Guld     | Silver  | Brons    |
| 200m, master 40+ herrar | Ryssland | Ungern  | Italien  |
| 500m, master 40+ herrar | Ryssland | Ungern  | Italien  |
| 200m, master 40+ mixed  | Ungern   | Italien | Rumänien |
| 500m, master 40+ mixed  | Ungern   | Italien | Italien  |

## Medaljsammanfattning 10-manna

### Senior
| Klass                 | Guld     | Silver  | Brons    |
| 200m, senior herrar   | Ukraina  | Ungern  | Sverige  |
| 500m, senior herrar   | Ukraina  | Italien | Rumänien |
| 2 000m, senior herrar | Ukraina  | Ungern  | Sverige  |
| 200m, senior damer    | Ukraina  | Ungern  | Sverige  |
| 500m, senior damer    | Ukraina  | Sverige | Ungern   |
| 2 000m, senior damer  | Ungern   | Ukraina | Sverige  |
| 200m, senior mixed    | Ryssland | Ukraina | Sverige  |
| 500m, senior mixed    | Ryssland | Ungern  | Ukraina  |
| 2 000m, senior mixed  | Ryssland | Ungern  | Tjeckien |

### Master 40+
| Klass                     | Guld     | Silver  | Brons    |
| 200m, master 40+ herrar   | Ryssland | Italien | Ungern   |
| 500m, master 40+ herrar   | Ryssland | Ungern  | Italien  |
| 2 000m, master 40+ herrar | Italien  | Ungern  | Sverige  |
| 200m, master 40+ damer    | Ungern   | Italien | Ungern   |
| 500m, master 40+ damer    | Ungern   | Italien | Ungern   |
| 2 000m, master 40+ damer  | Ungern   | Ungern  | Rumänien |
| 200m, master 40+ mixed    | Ryssland | Ungern  | Italien  |
| 500m, master 40+ mixed    | Ryssland | Italien | Ungern   |
| 2 000m, master 40+ mixed  | Ryssland | Ungern  | Italien  |